# Едвард Джозеф Кінг
Едвард Джозеф Кінг (англ. Edward Joseph King; 11 травня 1925, Челсі, штат Массачусетс — 18 вересня 2006, Берлінгтон, штат Массачусетс) — американський політичний діяч, губернатор штату Массачусетс з 1979 по 1983 рік.
Грав в американський футбол за команду «Buffalo Bills» у 1948—1949 роках у Всеамериканській футбольній конференції і в 1950 році за «Baltimore Colts» в Національній футбольній лізі.
Едвард Кінг замінив у 1979 році Майкла Дукакіса на посаді губернатора, який, у свою чергу, змінив його на цій посаді в 1983 році. У 1985 році змінив партійну приналежність і перейшов з Демократичної партії в Республіканську.